# Анабела Басало
Анабела Басало (Зеница, 1972) српска је књижевница.
Завршила је Трећу београдску гимназију и започела студије биологије које није завршила.
Пре него што је написала прву књигу била је продавачица, келнерица, држала кафић, радила у тајм шерингу. На оглас где су се тражиле девојке за хот лајн - за читање еротских прича - пријавила се са жељом да их пише. После седам година писања прича је сазрела за роман.
Пажњу је привукла првим романом „Жена с грешком“. Убрзо објављује и други роман - „Пета љубав“. Њене књиге говоре о свету мушке доминације, свету новца, моћи, урбаног Београда. Иако се наизглед говори о сексу, прича је о вечитим темама: тражењу идентитета, о самоћи, о околини, о томе шта се неком догађа кад одлучи да буде другачији. Отворено и искрено говори о мушко-женским односима. То ради и када пише за „женске“ часописе.
Сликала се за „Плејбој“.
Сликала се за кампању невладине геј организације Квирија „Љубав на улице! Хулигане у затворе!"